# Babino Selo
Babino Selo es un pueblo de la municipalidad de Donji Vakuf, en el cantón de Bosnia Central, Bosnia y Herzegovina.

## Superficie
Posee una superficie de 3,59 kilómetros cuadrados.

## Demografía
Hasta 1991 la población era de 67 habitantes.